# Selim II
Selim II (tiếng Ottoman Turkish: سليم ثانى, đã Latinh hoá: Selīm-i sānī, tiếng Thổ Nhĩ Kỳ: II.Selim; 28 tháng 5 năm 1524  –  12/15 tháng 12 năm 1574), còn gọi là Selim Tóc vàng (tiếng Thổ Nhĩ Kỳ: Sarı Selim) hoặc Selim Bợm rượu (tiếng Thổ Nhĩ Kỳ: Sarhoş Selim), là sultan của Đế quốc Ottoman từ năm 1566 tới khi qua đời. Ông là con của Suleiman Đại đế và vợ thứ tư được sủng ái là Hürrem Sultan, tên gốc là Roxelana, một người Ruthenia.

## Hôn nhân
Năm 1545, tại Konya, ông kết hôn với Nurbanu Sultan, tên gốc Cecilia Venier-Baffo, một nữ quý tộc Venezia. Nàng là mẹ của Murad III; sau trở thành Thái hậu đầu tiên đồng trị vì với vua con trong thời Vương quốc Nữ giới.

## Trị vì
Sau một cuộc biến loạn cung đình, kế vị vua cha vào ngày 7 tháng 9 năm 1566, ông trở thành sultan đầu tiên không mấy quan tâm tới triều chính của đế quốc Ottoman. Selim giao lại mọi quyền hành cho các quan đại thần, còn ông chỉ suốt ngày rượu chè trác táng. Vì thế, ông trở nên được biết với cái tên "Selim Kẻ nghiện rượu" (Thổ: Sarhoş Selim). Đại Vizia Mehmed Sokollu, một devsirme người Serb đến từ xứ mà ngày nay là Bosna và Hercegovina, nắm phần lớn quyền hành trong triều, và đã ký kết một hiệp ước danh dự ở Constantinopolis với Hoàng đế La Mã Thần thánh Maximilian II Habsburg vào ngày 17 tháng 2 năm 1568. Hiệp ước được ký với điều khoản có lợi cho Ottoman: Maximilian chịu hàng năm "tặng món quà" (thật ra là triều cống) 30.000 ducat và thực sự công nhận quyền cai trị của người Ottoman trên các xứ Wallachia và Moldavia.

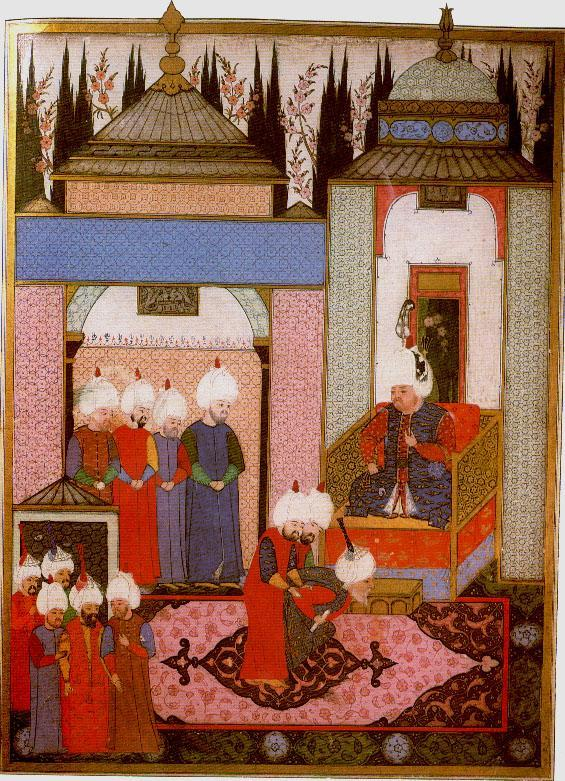
Sultan Selim II gặp sứ thần nhà Safavid ở điện Edirne năm 1567.